# ایساک گرون‌والد
ایساک گرون‌والد (انگلیسی: Isaac Grünewald؛ ۲ سپتامبر ۱۸۸۹ – ۲۲ مهٔ ۱۹۴۶) یک سوئدی - یهودی نقاش اکسپرسیونیسم و استاد دانشگاه بود.
او نخستین فرد از نسل مدرنیست سوئدی از سال ۱۹۱۰ تا زمان درگذشتش در سال ۱۹۴۶ بود. او نقاش بسیار ماهر و همچنین نویسنده و سخنران عمومی بود.

## زندگی‌نامه
ایساک در استکهلم زاده شد. پس از تحصیل در یک مدرسه هنر سوئدی به‌مدت سه سال، در سن ۱۹ سالگی به پاریس رفت و بلافاصله مطالعات خود را در آکادمی آنری ماتیس آغاز کرد. او در سال ۱۹۰۹ هنگامی که کار خود را با گروهی از هنرمندان اسکاندیناوی به نام «جوانان» به نمایش گذاشت، شناخته شد.
در ۱۹۴۶ ایساک و همسرش در سقوط هواپیما کشته شدند. وی پدر سه فرزند بود که در سال‌های ۱۹۱۰، ۱۹۱۱ و ۱۹۴۰ متولد شدند.